# Приск Африканский
Приск (V век)— святой епископ Кастры, Африка. День памяти — 1 сентября.
Святой Приск (Priscus) был епископом Кастры (Castra). Согласно одному из преданий, святой Приск вместе с группой священников, среди которых были Кастренций (Castrense, Castrensis), Таммаро (Tammaro, Tammarus), Розий (Rosius), Секундин (Secondino, Secundinus), Гераклий (Heraclius), Адьютор (Adiutore, Adjutor), Марк (Marco, Marcus), Август (Augustus), Элпидий (Elpidius), Виндоний (Vindonius) и Канион (Canione, Canion) был захвачен арианами вандалами, помещён в утлую лодку без руля и брошен на произвол судьбы в Средиземное море. Им удалось выжить и достичь южной Италии. Приск стал епископом Капуи, и несколько священников впоследствии также стали епископами.
Некоторые считают эту историю нереальной и полагают, что почитаемые за спутников святого Приска святые не были на самом деле с ним связаны и были из области Кампания.